# Dubbelhangmatspin
De dubbelhangmatspin (Frontinellina frutetorum) is een spin die behoort tot de familie hangmatspinnen.
De vrouwtjes worden 3,5 tot 5,6 mm groot, de mannetjes 3,5 tot 5 mm. Deze spin lijkt op Linyphia- en Neriene-soorten, maar het achterlijf bij F. frutetorum ligt hoger. De soort leeft op lage struiken en boomtakken in het Palearctisch gebied.